# Rétroaction glace-albédo

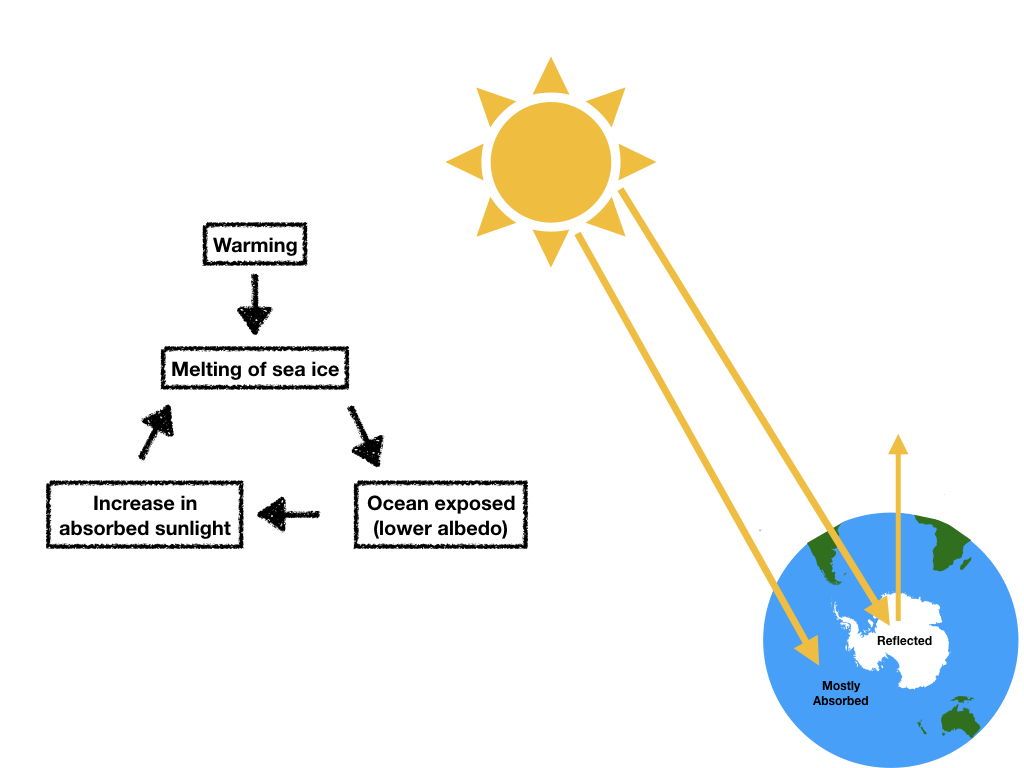
Diagramme de rétroaction glace-albédo. La glace renvoie plus de lumière dans l'espace, tandis que la terre et l'eau absorbent une plus grande partie de la lumière du soleil.

La rétroaction glace-albédo est un processus climatique de rétroaction positive où un changement dans la superficie des calottes glaciaires, des glaciers et de la glace de mer modifie l'albédo et la température de surface d'une planète. La glace est très réfléchissante, donc une partie de l'énergie solaire est réfléchie vers l'espace. La rétroaction glace-albédo joue un rôle important dans le changement climatique mondial. Par exemple, à des latitudes plus élevées, des températures plus chaudes font fondre les calottes glaciaires. Cependant, si les températures chaudes diminuent la couverture de glace et que la zone est remplacée par de l'eau ou de la terre, l'albédo diminuerait. Cela augmente la quantité d'énergie solaire absorbée, conduisant à plus de réchauffement. L'effet a surtout été discuté en termes de tendance récente à la diminution de la banquise arctique. Le changement d'albédo agit pour renforcer l'altération initiale de la zone glaciaire conduisant à plus de réchauffement. Le réchauffement tend à diminuer la couverture de glace et donc à diminuer l'albédo, augmentant la quantité d'énergie solaire absorbée et conduisant à plus de réchauffement. Dans un passé géologiquement récent, la rétroaction positive entre la glace et l'albédo a joué un rôle majeur dans les avancées et les retraits des calottes glaciaires du Pléistocène (il y a environ 2,6 Ma à environ 10 ka). Inversement, des températures plus froides augmentent la glace, ce qui augmente l'albédo, entraînant un refroidissement plus important.

## Preuve

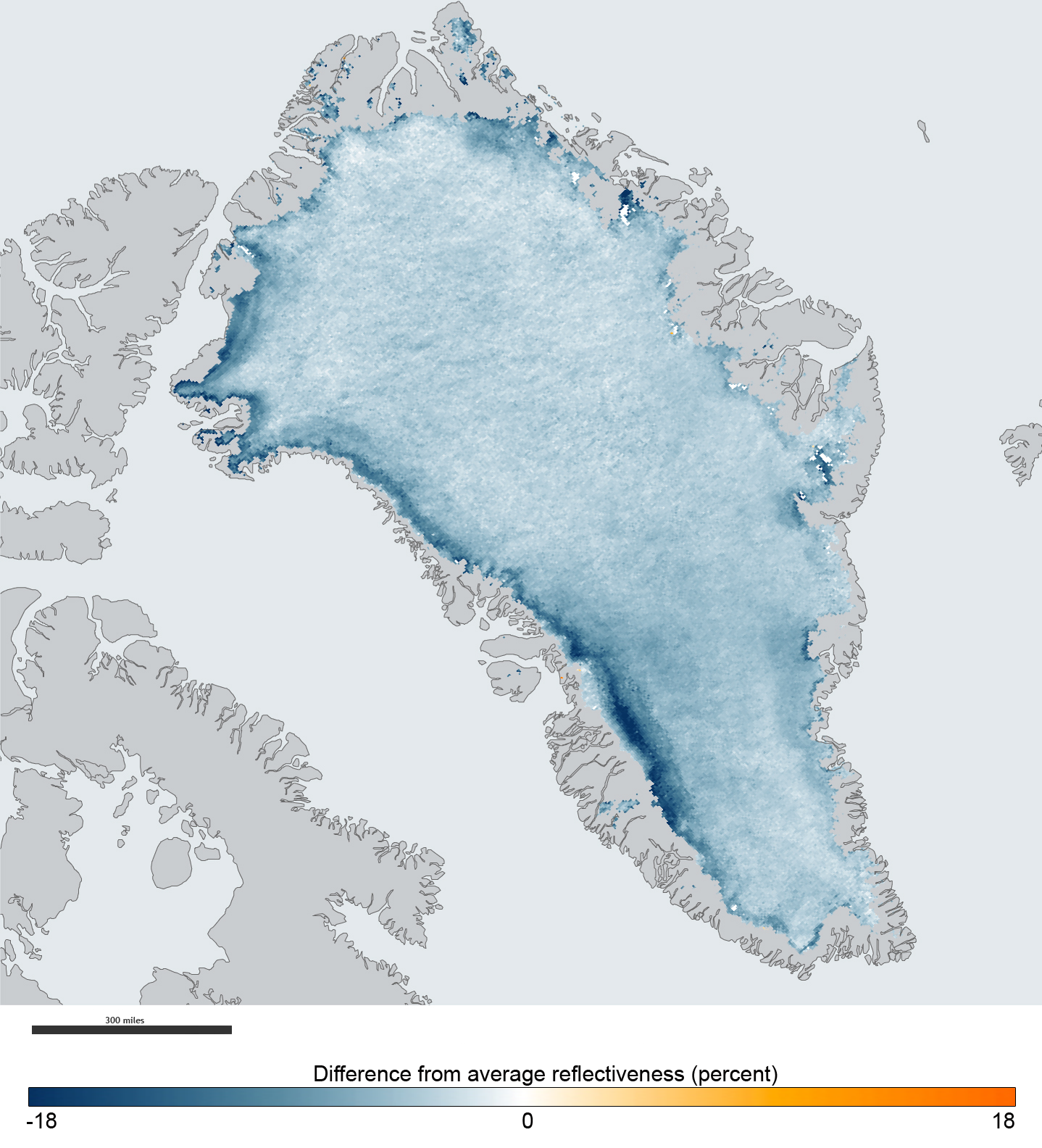
Changement d'albédo au Groenland

La rétroaction entre la neige, la glace et l'albédo a tendance à amplifier le réchauffement régional dû au changement climatique anthropique. En raison de cette amplification, la cryosphère est parfois appelée le « thermomètre naturel » de la Terre car les changements dans chacun de ses composants ont des effets durables sur les systèmes (biologiques, physiques et sociaux) de la Terre. Des processus de rétroaction internes peuvent également se produire. À mesure que la glace terrestre fond et provoque une élévation eustatique du niveau de la mer, elle peut également potentiellement induire des tremblements de terre à la suite du rebond post-glaciaire, qui perturbe davantage les glaciers et les plates-formes glaciaires. Si la glace de mer se retire dans l'Arctique, l'albédo de la mer sera plus sombre, ce qui entraînera un réchauffement accru. De même, si la glace terrestre du Groenland ou de l'Antarctique se retire, la terre sous-jacente plus sombre est exposée et plus de rayonnement solaire est absorbé.

### Terre boule de neige
Le retour d'emballement de la glace et de l'albédo était également important pour la Terre boule de neige. Les preuves géologiques montrent des glaciers près de l'équateur, et les modèles ont suggéré que la rétroaction glace-albédo a joué un rôle. Au fur et à mesure que la glace se formait, une plus grande partie du rayonnement solaire entrant était réfléchie dans l'espace, faisant chuter les températures sur Terre. La question de savoir si la Terre était une boule de neige solide (complètement gelée) ou une boule de neige fondue avec une mince bande d'eau équatoriale reste encore débattue, mais le mécanisme de rétroaction glace-albédo reste important dans les deux cas.

## Rétroaction glace-albédo sur les exoplanètes
Sur Terre, le climat est fortement influencé par les interactions avec le rayonnement solaire et les processus de rétroaction. On pourrait s'attendre à ce que les exoplanètes autour d'autres étoiles subissent également des processus de rétroaction causés par le rayonnement stellaire qui affectent le climat du monde. En modélisant les climats d'autres planètes, des études ont montré que la rétroaction glace-albédo est beaucoup plus forte sur les planètes telluriques qui sont en orbite autour d'étoiles (voir : classification stellaire ) qui ont un rayonnement proche ultraviolet élevé.